# Eupithecia
Eupithecia is een omvangrijk geslacht van spanners (Geometridae). Het geslacht omvat enkele honderden soorten, verspreid over de gehele wereld. Regelmatig worden er nog nieuwe soorten beschreven.
Vlinders uit dit geslacht zijn veelal klein, met smalle vleugels. In rust staan deze vleugels loodrecht op het lijfje en zijn de achtervleugels vrijwel verborgen onder de voorvleugels. Soorten zijn op basis van de imago vaak moeilijk te determineren.
Voor soorten uit dit geslacht wordt de aanduiding "dwergspanner" gebruikt, maar niet alle in het Nederlands dwergspanner hetende vlinders komen uit dit geslacht - dit geldt bijvoorbeeld niet voor de zwartkamdwergspanner en de groene dwergspanner.
Op Hawaï zijn de rupsen van de meeste soorten carnivoor. Zij jagen op insecten op een manier die pas tamelijk recent bij rupsen is onderkend. Zij "staan" op extra grote schijnpoten aan hun achterlijf, wachten af, en slaan plotseling toe als een insect in hun nabijheid landt.

## Soorten in Nederland
In Nederland zijn de volgende soorten waargenomen:
- Eupithecia abbreviata - voorjaarsdwergspanner
- Eupithecia abietaria - spardwergspanner
- Eupithecia absinthiata - egale dwergspanner
- Eupithecia analoga - gallendwergspanner
- Eupithecia assimilata - hopdwergspanner
- Eupithecia centaureata - zwartvlekdwergspanner
- Eupithecia denotata - klokjesdwergspanner
- Eupithecia dodoneata - eikendwergspanner
- Eupithecia egenaria - lindedwergspanner
- Eupithecia exiguata - loofboomdwergspanner
- Eupithecia expallidata - kruiskruiddwergspanner
- Eupithecia haworthiata - bosrankdwergspanner
- Eupithecia icterata - oranje dwergspanner
- Eupithecia impurata - grasklokjesdwergspanner
- Eupithecia indigata - dennendwergspanner
- Eupithecia innotata - bijvoetdwergspanner
- Eupithecia insigniata - fruitboomdwergspanner
- Eupithecia intricata - streepjesdwergspanner
- Eupithecia inturbata - esdoorndwergspanner
- Eupithecia irriguata - gemarmerde dwergspanner
- Eupithecia lanceata - vroege dwergspanner
- Eupithecia laquaearia - ogentroostdwergspanner
- Eupithecia lariciata - lariksdwergspanner
- Eupithecia linariata - vlasbekdwergspanner
- Eupithecia millefoliata - duizendbladdwergspanner
- Eupithecia nanata - smalvleugeldwergspanner
- Eupithecia phoeniceata - cipresdwergspanner
- Eupithecia pimpinellata - beverneldwergspanner
- Eupithecia plumbeolata - hengeldwergspanner
- Eupithecia pulchellata - vingerhoedskruiddwergspanner
- Eupithecia pusillata - jeneverbesdwergspanner
- Eupithecia pygmaeata - hoornbloemdwergspanner
- Eupithecia pyreneata
- Eupithecia satyrata - heidedwergspanner
- Eupithecia selinata - eppedwergspanner
- Eupithecia simpliciata - meldedwergspanner
- Eupithecia sinuosaria - ganzenvoetdwergspanner
- Eupithecia subfuscata - grijze dwergspanner
- Eupithecia subumbrata - dwarsbanddwergspanner
- Eupithecia succenturiata - witvlakdwergspanner
- Eupithecia tantillaria - fijnspardwergspanner
- Eupithecia tenuiata - wilgendwergspanner
- Eupithecia tripunctaria - schermbloemdwergspanner
- Eupithecia trisignaria - drievlekdwergspanner
- Eupithecia valerianata - valeriaandwergspanner
- Eupithecia venosata - silenedwergspanner
- Eupithecia virgaureata - guldenroededwergspanner
- Eupithecia vulgata - gewone dwergspanner

## Overige soorten
Deze lijst van 1165 stuks is mogelijk niet compleet.
- E. abdera (Herbulot, 1987)
- E. abiecta (Vojnits, 1980)
- E. abrepta (Vojnits, 1979)
- E. accurata (Staudinger, 1892)
- E. acidalioides (Kaye, 1901)
- E. acolpodes (Prout, 1938)
- E. acragas (Herbulot, 1987)
- E. actaeata (Walderdorff, 1869)
- E. acutangula (Hampson, 1895)
- E. acutipapillata (Inoue, 1988)
- E. acutipennis (Hulst, 1898)
- E. acutula (Turati & Krüger, 1936)
- E. acyrtoterma (Prout, 1926)
- E. achyrdaghica (Wehrli, 1929)
- E. addictata (Dietze, 1908)
- E. adelpha (Vojnits, 1975)
- E. adequata (Pearsall, 1910)
- E. adjemica (Brandt, 1941)
- E. adscriptaria (Staudinger, 1871)
- E. adspersata (Maassen, 1890)
- E. aduncata (Brandt, 1938)
- E. aegyptiaca (Dietze, 1910)
- E. aella (Herbulot, 1987)
- E. aequabila (Brandt, 1938)
- E. aequata (Staudinger, 1892)
- E. aequistriaria (Turati & Krüger, 1936)
- E. affinata (Pearsall, 1908)
- E. affinitata (Maassen, 1890)
- E. agnesata (Taylor, 1908)
- E. albertiata (Schütze, 1961)
- E. albibaltea (Prout, 1958)
- E. albibasalis (Schaus, 1913)
- E. albibisecta (Warren, 1906)
- E. albicans (Vojnits, 1981)
- E. albicapitata (Packard, 1876)
- E. albicarnea (Warren, 1907)
- E. albicentralis (Inoue, 1987)
- E. albiceps (Warren, 1903)
- E. albicristulata (Prout L.B., 1922)
- E. albidulata (Staudinger, 1892)
- E. albifurva (Hampson, 1907)
- E. albifusca (Warren, 1907)
- E. albigrisata (Pearsall, 1909)
- E. albigutta (Prout, 1958)
- E. albimaculata (Fletcher D. S., 1956)
- E. albimixta (Schaus, 1913)
- E. albimontanata (McDunnough, 1940)
- E. albirasa (Warren, 1905)
- E. albirivata (Warren, 1904)
- E. albisecta (Prout, 1911)
- E. albispumata (Warren, 1892)
- E. albistillata (Prout L.B., 1932)
- E. albistrigata (Fletcher D. S., 1958)
- E. albosparsata (Joannis, 1891)
- E. alexandriana (Vardikyan, 1972)
- E. aliena (Vojnits, 1982)
- E. alishana (Inoue, 1970)
- E. alogista (Dyar, 1918)
- E. alpinata (Cassino, 1927)
- E. alticomora (Herbulot, 1981)
- E. altitudinis (Krüger, 2000)
- E. alliaria (Staudinger, 1870)
- E. amasina (Bohatsch, 1893)
- E. amathes (Prout L.B., 1926)
- E. ammonata (McDunnough, 1929)
- E. ammorrhoa (Prout, 1910)
- E. amphiplex (Prout L.B., 1932)
- E. amplexata (Christoph, 1880)
- E. amurensis (Schwingenschuss, 1954)
- E. anactoria (Herbulot, 1987)
- E. analiscripta (Warren, 1907)
- E. anasticta (Prout, 1926)
- E. anguinata (Warren, 1902)
- E. angulata (Fletcher D. S., 1951)
- E. angustiarum (Krüger, 2000)
- E. anita (Warren, 1906)
- E. annulata (Hulst, 1896)
- E. antaggregata (Inoue, 1977)
- E. antalica (Mironov, 2001)
- E. antaria (Warren, 1906)
- E. anticaria (Walker, 1862)
- E. antivulgaria (Inoue, 1965)
- E. aphanes (Turner, 1941)
- E. apicistrigata (Bastelberger, 1907)
- E. aporia (Vojnits, 1975)
- E. appendiculata (McDunnough, 1946)
- E. aradjouna (Brandt, 1938)
- E. arenaria (Warren, 1907)
- E. arenitincta (Prout, 1938)
- E. aritai (Inoue, 1977)
- E. asema (Hampson, 1859)
- E. asperata (Brandt, 1938)
- E. assa (Mironov, 1989)
- E. assectata (Dietze, 1903)
- E. assimilis (Warren, 1906)
- E. assulata (Bastelberger, 1911)
- E. astales (Fletcher D. S., 1978)
- E. asteria (Herbulot, 1987)
- E. astricta (Inoue, 1988)
- E. atlanticata (Pinker, 1969)
- E. atomaria (Warren, 1902)
- E. atricollaris (Warren, 1907)
- E. atrisignis (Butler, 1889)
- E. atromaculata (Warren, 1907)
- E. balteata (Warren, 1906)
- E. barbaria (Schwingenschuss, 1955)
- E. bardiaria (Turati, 1934)
- E. barteli (Dietze, 1908)
- E. bastelbergeri (Dietze, 1913)
- E. batida (Dognin, 1899)
- E. behrensata (Packard, 1876)
- E. bella (Staudinger, 1897)
- E. bellimargo (Bastelberger, 1907)
- E. bialbata (Warren, 1901)
- E. bicubitata (Prout, 1916)
- E. bicurvicera (Herbulot, 1972)
- E. biedermanata (Cassino & Swett, 1922)
- E. bifasciata (Warren, 1900)
- E. bini (Vojnits, 1981)
- E. biornata (Christoph, 1867)
- E. birufata (Warren, 1907)
- E. biumbrata (Warren, 1907)
- E. biviridata (Warren, 1896)
- E. bivittata (Hulst, 1896)
- E. bohatschi (Staudinger, 1897)
- E. bolespora (Prout L.B., 1937)
- E. bolterii (Hulst, 1900)
- E. borealis (Hulst, 1898)
- E. boryata (Rebel, 1906)
- E. bowmani (Cassino & Swett, 1923)
- E. brachyptera (Prout L.B., 1913)
- E. bradorata (McDunnough, 1930)
- E. breviclava (Inoue, 1988)
- E. brevicula (Schaus, 1913)
- E. breviculata (Donzel, 1837)
- E. briseis (Schaus, 1913)
- E. broteas (Schaus, 1913)
- E. broui (Rindge)
- E. brunneata (Staudinger, 1900)
- E. brunneodorsata (Warren, 1907)
- E. bryanti (Taylor, 1906)
- E. bullata (Warren, 1895)
- E. buxata (Pinker, 1958)
- E. bytinskii (Prout)
- E. cachina (Schaus, 1913)
- E. calderae (Herbulot, 1999)
- E. caliginea (Butler, 1878)
- E. caliginosa (Schaus, 1907)
- E. calligraphata (Wagner, 1929)
- E. candicans (Herbulot, 1988)
- E. candidata (Warren, 1907)
- E. canisparsa (Warren, 1904)
- E. canonica (Prout, 1914)
- E. capitata (Dyar, 1918)
- E. carneata (McDunnough, 1946)
- E. carpophagata (Staudinger, 1871)
- E. carpophilata (Staudinger, 1897)
- E. carribeana (Herbulot, 1986)
- E. casloata (Dyar, 1904)
- E. casmena (Herbulot, 1987)
- E. casta (Warren, 1904)
- E. castellata (McDunnough, 1944)
- E. catalinata (McDunnough, 1944)
- E. catharinae (Vojnits, 1969)
- E. catosophia (Inoue, 1988)
- E. cauchiata (Duponchel, 1831)
- E. cauditornata (Prout, 1931)
- E. cazieri (Kirkwood, 1961)
- E. celatisigna (Warren, 1902)
- E. cercina (Druce, 1893)
- E. certa (Vojnits, 1981)
- E. cerussaria (Lederer, 1855)
- E. cerynea (Druce, 1893)
- E. cestata (Hulst, 1896)
- E. cestatoides (McDunnough, 1949)
- E. cimicifugata (Pearsall, 1908)
- E. cingulata (Christoph, 1885)
- E. cinnamomata (Fletcher D. S., 1951)
- E. circumacta (Prout, 1958)
- E. classicata (Pearsall, 1909)
- E. clavifera (Inoue, 1955)
- E. coaequalis (Janse, 1933)
- E. coagulata (Guené, 1857)
- E. cocciferata (Millière, 1864)
- E. coccinea (Vojnits, 1981)
- E. cocoata (Pearsall, 1908)
- E. coetulata (Prout, 1916)
- E. cognizata (Pearsall, 1910)
- E. cohabitans (Herbulot, 1972)
- E. cohorticula (Dietze, 1913)
- E. coloradensis (Hulst, 1896)
- E. columbiata (Dyar, 1904)
- E. columbrata (MacDunnough, 1940)
- E. collineata (Warren, 1906)
- E. comes (Herbulot, 1986)
- E. comparanda (Vojnits, 1981)
- E. compsodes (Meyrick, 1891)
- E. concremata (Dietze, 1908)
- E. conduplicata (Warren, 1906)
- E. conglomerata (McDunnough, 1946)
- E. coniurata (Vojnits, 1979)
- E. conjunctiva (Hampson, 1895)
- E. connexa (Warren, 1899)
- E. consors (Warren, 1906)
- E. consortaria (Leech, 1897)
- E. conterminata (Lienig, 1846)
- E. contexta (Schaus, 1913)
- E. convexa (Inoue, 1988)
- E. cooptata (Dietze, 1903)
- E. corralensis (Butler, 1882)
- E. corroborata (Dietze, 1908)
- E. corticata (Fletcher D. S., 1950)
- E. costalis (Walker, 1863)
- E. costiconvexa (Inoue, 1979)
- E. costimacularia (Leech, 1897)
- E. costipicta (Warren, 1893)
- E. costirufaria (Warren, 1907)
- E. costisignata (Dietze, 1904)
- E. costivallata (Warren, 1904)
- E. cotidiana (Vojnits, 1979)
- E. craterias (Meyrick, 1899)
- E. crenata (Vojnits, 1975)
- E. cretaceata (Packard, 1874)
- E. cretata (Hulst, 1896)
- E. cretosa (Vojnits, 1994)
- E. cuculliaria (Rebel, 1901)
- E. cugiai (Turati, 1927)
- E. cuneilineata (Warren, 1905)
- E. cunina (Druce, 1893)
- E. cuprearia (Jones, 1921)
- E. cupreata (Warren, 1904)
- E. cupressata (Pearsall, 1910)
- E. curvifascia (Warren, 1904)
- E. chalikophila (Wehrli, 1926)
- E. cheituna (Brandt, 1938)
- E. chesiata (Dietze, 1903)
- E. chimera (Dyar, 1918)
- E. chinae (Vojnits, 1977)
- E. chincha (Dognin, 1899)
- E. chiricahuata (McDunnough, 1944)
- E. chlorofasciata (Dietze, 1872)
- E. chlorophora (Swinhoe, 1895)
- E. chrodna (Druce, 1893)
- E. chui (Inoue, 1970)
- E. daemionata (Dietze, 1904)
- E. dalhousiensis (Mironov & Galsworthy, 2008)
- E. danielata (Schütze, 1959)
- E. dargei (Herbulot, 1988)
- E. dayensis (Herbulot, 1983)
- E. dealbata (Inoue, 1988)
- E. decipiens (Petersen, 1910)
- E. decorata (Warren, 1904)
- E. decrepita (Vojnits, 1982)
- E. decussata (Herbulot, 1997)
- E. dechkanata (Mironov, 1989)
- E. defimbriata (Warren, 1906)
- E. deformis (Vojnits, 1979)
- E. delaeveri (Vojnits, 1976)
- E. delozona (Prout, 1926)
- E. demetata (Christoph, 1885)
- E. densicauda (Warren, 1903)
- E. denticulata (Treitschke, 1828)
- E. dentosa (Warren, 1900)
- E. depasta (Vojnits, 1994)
- E. depressa (Vojnits, 1979)
- E. deprima (Vojnits, 1974)
- E. derogata (Schaus, 1913)
- E. descimoni (Herbulot, 1987)
- E. deserticola (McDunnough, 1946)
- E. despectaria (Lederer, 1853)
- E. detritata (Staudinger, 1897)
- E. deverrata (Dietze, 1913)
- E. devestita (Warren, 1899)
- E. devia (Bastelberger, 1911)
- E. deviridata (Warren, 1907)
- E. dichroma (McDunnough, 1946)
- E. diffisata (Dietze, 1908)
- E. dilucida (Warren, 1899)
- E. dimidia (Vojnits, 1982)
- E. dinshoensis (Herbulot, 1983)
- E. discipuncta (Warren, 1906)
- E. discordans (Schaus, 1913)
- E. discrepans (Herbulot, 1983)
- E. discretata (Warren, 1907)
- E. disformata (Dognin, 1893)
- E. dissertata (Pungeler, 1905)
- E. dissobapta (Prout, 1932)
- E. dissonans (Herbulot, 1954)
- E. dissors (Schaus, 1913)
- E. distinctaria (Herrich-Schäffer, 1848)
- E. divina (Vojnits, 1979)
- E. djakonovi (Shchetkin, 1956)
- E. dohertyi (Prout L.B., 1935)
- E. dolia (West, 1929)
- E. dolosa (Vojnits, 1977)
- E. dominaria (Shchetkin, 1956)
- E. dormita (Warren, 1906)
- E. druentiata (Dietze, 1902)
- E. dryinombra (Meyrick, 1899)
- E. dubiosa (Dietze, 1910)
- E. duena (Dognin, 1899)
- E. duplex (Sterneck, 1931)
- E. dura (Vojnits, 1981)
- E. dustica (Dyar, 1922)
- E. eberti (Vojnits, 1978)
- E. ebriosa (Vojnits, 1979)
- E. ecplyta (Prout L.B., 1932)
- E. edna (Hulst, 1896)
- E. edwardsi (Fletcher D. S., 1951)
- E. egregiata (Mironov & Ratzel, 2008)
- E. elbursiata (Schütze, 1960)
- E. electreofasciata (Fletcher D. S., 1958)
- E. elimata (Dietze, 1906)
- E. elissa (Dietze, 1910)
- E. emanata (Dietze, 1906)
- E. emporia (Herbulot, 1987)
- E. endonephelea (Dyar, 1913)
- E. endotherma (Dyar, 1920)
- E. erecticoma (Warren, 1907)
- E. erectinota (Warren, 1904)
- E. ericeata (Rambur, 1833)
- E. ericeti (Herbulot, 1970)
- E. eszterkae (Vojnits, 1976)
- E. euphrasiata (Herrich-Schäffer, 1861)
- E. eupitheciata (Walker, 1863)
- E. eupompa (Herbulot, 1987)
- E. euxinata (Bohatsch, 1893)
- E. evacuata (Warren, 1907)
- E. evansi (Fletcher D. S., 1958)
- E. exactata (Staudinger, 1882)
- E. excita (Prout, 1958)
- E. exheres (Herbulot, 1954)
- E. exicterata (Mironov & Ratzel, 2008)
- E. eximia (Vojnits & De Laever, 1978)
- E. exophychra (Dyar, 1920)
- E. exquisita (Vojnits, 1979)
- E. exrubicunda (Inoue, 1988)
- E. extensaria (Freyer, 1844)
- E. extinctata (Dietze, 1903)
- E. extraversaria (Herrich-Schäffer, 1852)
- E. extremata (Fabricius, 1787)
- E. extrinseca (Vojnits & De Laever, 1978)
- E. exudata (Pearsall, 1909)
- E. falkneri (Vojnits, 1978)
- E. famularia (Maassen, 1890)
- E. fatigata (Vojnits & De Laever, 1978)
- E. fausta (Schaus, 1913)
- E. feliscaudata (Fletcher D. S., 1956)
- E. fennoscandica (Knaben, 1949)
- E. fernandi (Herbulot, 1999)
- E. festiva (Prout L.B., 1916)
- E. filmata (Pearsall, 1908)
- E. finintima (Vojnits, 1979)
- E. fioriata (Schütze, 1959)
- E. flavigutta (Hulst, 1896)
- E. flavoapicaria (Inoue, 1979)
- E. fletcherata (Taylor, 1907)
- E. fletcheri (Prout, 1926)
- E. flexicornuta (Inoue, 1988)
- E. foedatipennis (Warren, 1901)
- E. formosa (Vojnits & De Laever, 1973)
- E. forsterata (Schütze, 1960)
- E. fredi (Mironov & Ratzel, 2012)
- E. frequens (Butler, 1882)
- E. frontosa (Brandt, 1941)
- E. fujisana (Inoue, 1980)
- E. fulcrata (Prout, 1958)
- E. fulgurata (Vojnits, 1982)
- E. fulvipennis (Butler, 1889)
- E. fulviplagiata (Bastelberger, 1907)
- E. fulvistriga (Warren, 1904)
- E. fumifascia (Warren, 1905)
- E. fumimixta (Warren, 1900)
- E. fumosa (Warren, 1906)
- E. funerea (Inoue, 1988)
- E. furcata (Staudinger, 1895)
- E. furvipennis (Dognin, 1906)
- E. fusca (Vojnits, 1981)
- E. fuscata (Fletcher D. S., 1951)
- E. fuscicostata (Christoph, 1887)
- E. fuscoferruginea (Inoue, 1987)
- E. fuscopunctata (Brandt, 1938)
- E. fusei (Inoue, 1980)
- E. galepsa (Herbulot, 1987)
- E. gaumaria (Warren, 1906)
- E. gelidata (Möschler, 1860)
- E. gelinaria (Lucas, D., 1907)
- E. gemellata (Herrich-Schäffer, 1861)
- E. georgii (McDunnough, 1952)
- E. gibsonata (Taylor, 1910)
- E. gigantea (Staudinger, 1897)
- E. gilata (Cassino, 1925)
- E. gilvipennata (Cassino & Swett, 1922)
- E. glaisi (Lucas, 1937)
- E. glaucotincta (Dyar, 1913)
- E. gluptata (Dietze, 1904)
- E. golearia (D.Lucas, 1939)
- E. gomerensis (Rebel, 1917)
- E. goslina (Warren, 1906)
- E. gozmanyi (Vojnits, 1972)
- E. graciliata (Dietze, 1908)
- E. gradatilinea (Prout L.B., 1916)
- E. graefii (Hulst, 1896)
- E. granata (Vojnits, 1979)
- E. graphata (Treitschke, 1828)
- E. graphiticata (de Joannis, 1932)
- E. grata (Taylor, 1910)
- E. gratiosata (Herrich-Schäffer, 1861)
- E. griveaudi (Herbulot, 1972)
- E. groenblomi (Urbahn, 1969)
- E. gueneata (Millière, 1862)
- E. gummaensis (Inoue, 1980)
- E. halosydne (Prout, 1922)
- E. hanhami (Taylor, 1906)
- E. hannemanni (Vojnits & De Laever, 1973)
- E. harenosa (Brandt, 1938)
- E. harrisonata (MacKay, 1951)
- E. harveyata (taylor, 1906)
- E. hashimoto (Inoue, 1988)
- E. hastaria (Warren, 1906)
- E. haywardi (Fletcher, 1953)
- E. helena (Taylor, 1906)
- E. helenaria (Warren, 1906)
- E. hemileuca (Hampson, 1895)
- E. hemileucaria (Mabille, 1880)
- E. hemiochra (Prout L.B., 1932)
- E. herefordaria (Cassino & Swett, 1923)
- E. higa (Dognin, 1899)
- E. hilacha (Dognin, 1899)
- E. hilariata (Dietze, 1908)
- E. hilaris (Prout, 1910)
- E. hippolyte (Herbulot, 1987)
- E. hoenei (Vojnits, 1976)
- E. hohokamae (Rindge, 1963)
- E. holti (Viidalepp, 1973)
- E. hombrilla (Dognin, 1899)
- E. homogrammata (Dietze, 1906)
- E. hormiga (Dognin, 1899)
- E. horrida (Vojnits, 1980)
- E. huachuca (Grossbeck, 1908)
- E. hundamoi (Vojnits & De Laever, 1978)
- E. husseini (Brandt, 1938)
- E. hydrargyrea (Herbulot, 1954)
- E. hypognampta (Prout, 1938)
- E. hypophasma (Prout L.B., 1913)
- E. idalia (Dognin, 1890)
- E. illaborata (Dietze, 1903)
- E. immensa (Warren, 1902)
- E. immodica (Prout L.B., 1926)
- E. immundata (Lienig, 1846)
- E. impavida (Vojnits, 1979)
- E. implorata (Hulst, 1896)
- E. impolita (Vojnits, 1980)
- E. importuna (Vojnits, 1981)
- E. inassignata (Herbulot, 1988)
- E. incohata (Vojnits, 1979)
- E. incommoda (Herbulot, 1983)
- E. inconclusaria (Walker, 1862)
- E. inconspicuata (Bohatsch, 1893)
- E. inculta (Vojnits, 1975)
- E. incurvaria (Hampson, 1903)
- E. indecisa (Warren, 1906)
- E. indecora (Vojnits, 1981)
- E. indefinata (Snellen, 1874)
- E. indissolubilis (Vojnits, 1979)
- E. indistincta (Taylor, 1910)
- E. inepta (Prout, 1922)
- E. inexercita (Vojnits, 1982)
- E. inexpiata (Walker, 1863)
- E. inexplicabilis (Vojnits, 1982)
- E. infausta (Prout L.B., 1922)
- E. infecta (Vojnits, 1981)
- E. infectaria (Guenée, 1858)
- E. infecunda (Vojnits, 1981)
- E. infelix (Prout, 1917)
- E. infensa (Vojnits, 1979)
- E. infestata (Swinhoe, 1889)
- E. infimbriata (Dognin, 1907)
- E. infuscata (Warren, 1899)
- E. ingrata (Vojnits, 1981)
- E. inquinata (Fletcher D. S., 1950)
- E. inscitata (Walker, 1863)
- E. insignifica (Rothschild, 1914)
- E. insignioides (Wehrli, 1923)
- E. insolabilis (Hulst, 1900)
- E. insolita (Vojnits & De Laever, 1973)
- E. interpunctaria (Inoue, 1979)
- E. interrubrescens (Hampson, 1902)
- E. intolerabilis (Vojnits, 1981)
- E. invenusta (Vojnits, 1977)
- E. invicta (Vojnits, 1981)
- E. iphiona (Herbulot, 1987)
- E. irambata (Warren, 1893)
- E. irenica (Prout L.B., 1937)
- E. irreperta (Vojnits & De Laever, 1978)
- E. isopsaliodes (Fletcher, 1978)
- E. isopsaloides (Fletcher D. S., 1978)
- E. isotenes (Prout L.B., 1932)
- E. iterata (Vojnits, 1980)
- E. ivonskyi (Mironov, 1988)
- E. jacksoni (Fletcher D. S., 1956)
- E. jeanneli (Herbulot, 1953)
- E. jefrenata (Schütze, 1959)
- E. jejunata (McDunnough, 1949)
- E. jermyi (Vojnits, 1976)
- E. jinboi (Inoue, 1976)
- E. jizlensis (Wiltshire, 1986)
- E. joanata (Cassino & Swett, 1922)
- E. johnstoni (McDunnough, 1946)
- E. josefina (Schaus, 1913)
- E. junctifascia (Bastelberger, 1907)
- E. kamburonga (Holloway, 1976)
- E. kamedai (Inoue, 1987)
- E. kananaskata (MacKay, 1951)
- E. karadaghensis (Mironov, 1988)
- E. karapinensis (Wileman & South, 1917)
- E. karischi (Herbulot, 1999)
- E. karnaliensis (Inoue, 2000)
- E. keredjana (Brandt, 1938)
- E. kerrvillaria (Cassino & Swett, 1924)
- E. kibatiata (Debauche, 1938)
- E. kobayashii (Inoue, 1958)
- E. konradi (Vojnits, 1976)
- E. koreaica (Vojnits & De Laever, 1978)
- E. kozhantschikovi (Wehrli, 1929)
- E. kozlovi (Viidalepp, 1973)
- E. krampli (Vojnits, 1979)
- E. kudoi (Inoue, 1983)
- E. kueppersi (Vojnits, 1973)
- E. kuldschaensis (Staudinger, 1892)
- E. kurilensis (Bryk, 1942)
- E. kuroshio (Inoue, 1980)
- E. kurtia (Warren, 1906)
- E. laboriosa (Vojnits, 1977)
- E. lacteolata (Dietze, 1906)
- E. lactevirens (Dognin, 1908)
- E. lachaumei (Herbulot, 1987)
- E. lachrymosa (Hulst, 1900)
- E. larentimima (Vojnits, 1974)
- E. lasciva (Vojnits, 1980)
- E. lata (Vojnits, 1981)
- E. laterata (Dietze, 1904)
- E. laticallis (Prout L.B., 1922)
- E. latifurcata (Walker, 1863)
- E. latimedia (Hampson, 1895)
- E. latipennata (Prout, 1914)
- E. latitans (Warren, 1905)
- E. lavicaria (Fuchs, 1902)
- E. lecerfi (Prout, 1928)
- E. lecerfiata (Herbulot, 1984)
- E. lechriotorna (Dyar, 1922)
- E. leleupi (Herbulot, 1970)
- E. lentiscata (Mabille, 1869)
- E. lepsaria (Staudinger, 1882)
- E. leptogrammata (Staudinger, 1882)
- E. leucenthesis (Prout, 1926)
- E. leucographata (Warren, 1906)
- E. leucoprora (Prout, 1958)
- E. leucospila (Swinhoe, 1906)
- E. leucostaxis (Prout, 1926)
- E. licita (Prout L.B., 1917)
- E. liguriata (Millière, 1884)
- E. likiangi (Vojnits, 1976)
- E. limbata (Staudinger, 1879)
- E. limbofasciata (Schütze, 1956)
- E. linda (Dognin, 1899)
- E. lindti (Viidalepp, 1988)
- E. lineisdistincta (Vojnits, 1981)
- E. lineosa (Moore, 1888)
- E. liqalaneng (Krüger, 2000)
- E. lissopis (Prout, 1958)
- E. lithographata (Christoph, 1887)
- E. litoris (McDunnough, 1946)
- E. lobbichlerata (Schütze, 1961)
- E. longibasalis (Prout, 1910)
- E. longidens (Hulst, 1896)
- E. longifimbria (Warren, 1897)
- E. longipalpata (Packard, 1876)
- E. longipennata (Inoue, 1988)
- E. lucigera (Butler, 1889)
- E. lugubris (Warren, 1907)
- E. lunata (Dietze, 1913)

- E. luteata (Packard, 1867)
- E. luteonigra (Warren, 1907)
- E. lutosaria (Bohatsch, 1893)
- E. lutulenta (Dietze, 1913)
- E. macdunnoughi (Rindge, 1952)
- E. macreus (Schaus, 1913)
- E. macrocarpata (McDunnough, 1944)
- E. maculosa (Vojnits, 1981)
- E. madura (Dognin, 1899)
- E. maenamiella (Inoue, 1980)
- E. maeoticaria (Bohatsch, 1893)
- E. maerkerata (Schütze, 1961)
- E. maestosa (Hulst, 1896)
- E. magnifacta (Dyar, 1915)
- E. magnipuncta (Warren, 1904)
- E. mahomedana (Brandt, 1938)
- E. maleformata (Warren, 1895)
- E. maloti (Krüger, 2000)
- E. manca (Vojnits, 1979)
- E. mandschurica (Staudinger, 1897)
- E. mantissa (Inoue, 1988)
- E. marasa (Wehrli, 1932)
- E. marginata (Staudinger, 1892)
- E. marmaricata (Turati, 1922)
- E. marpessa (Herbulot, 1987)
- E. masculina (Inoue, 1988)
- E. maspalomae (Pinker, 1961)
- E. massiliata (Millière, 1865)
- E. masuii (Inoue, 1980)
- E. matheri (Rindge)
- E. matura (Vojnits, 1981)
- E. mauvaria (Jones, 1921)
- E. meandrata (Turati, 1924)
- E. mecodaedala (Prout L.B., 1932)
- E. mediargentata (Inoue, 1987)
- E. medilunata (Prout L.B., 1932)
- E. mediobrunnea (Warren, 1906)
- E. megaproterva (Inoue, 1988)
- E. mejala (Dognin, 1895)
- E. mekrana (Brandt, 1941)
- E. melanochroa (Wehrli, 1927)
- E. melanograpta (Warren, 1907)
- E. melanolopha (Swinhoe, 1895)
- E. memorata (Mironov, 1988)
- E. mendosaria (Swinhoe, 1904)
- E. mentavoni (Herbulot, 1990)
- E. mesogrammata (Dietze, 1908)
- E. meszarosi (Vojnits, 1973)
- E. miamata (Cassino, 1925)
- E. microleuca (Dyar, 1918)
- E. microptilota (Warren, 1904)
- E. millesima (Vojnits, 1994)
- E. minibursae (Vojnits, 1980)
- E. minimaria (Turati, 1928)
- E. minucia (Dognin, 1899)
- E. minusculata (Alpheraky, 1882)
- E. mirei (Herbulot, 1965)
- E. mirificata (Brandt, 1938)
- E. miserulata (Grote, 1863)
- E. misturata (Hulst, 1896)
- E. mitigata (Dietze, 1906)
- E. moecha (Dietze, 1902)
- E. moirata (Cassino & Swett, 1919)
- E. molestissima (Vojnits, 1981)
- E. molliaria (Dyar, 1913)
- E. mollita (Warren, 1906)
- E. monacheata (Cassino & Swett, 1922)
- E. mongolica (Vojnits, 1974)
- E. montana (Schaus, 1913)
- E. montanata (Brandt, 1938)
- E. montavoni (Herbulot, 1990)
- E. monticola (Krüger, 2000)
- E. monticolens (Butler, 1881)
- E. moricandiata (D.Lucas, 1938)
- E. morosa (Vojnits, 1976)
- E. multa (Vojnits, 1981)
- E. multiplex (Herbulot, 1954)
- E. multiscripta (Hulst, 1896)
- E. multispinata (Fletcher D. S., 1951)
- E. multistrigata (Hulst, 1896)
- E. mundiscripta (Warren, 1907)
- E. muralla (Dognin, 1899)
- E. muscistrigata (Warren, 1906)
- E. muscula (Bastelberger, 1907)
- E. mustangata (Schütze, 1961)
- E. mutata (Pearsall, 1908)
- E. mystiata (Cassino, 1925)
- E. mystica (Dietze, 1910)
- E. nabagulensis (Prout L.B., 1935)
- E. nabokovi (McDunnough, 1946)
- E. nachadira (Brandt, 1941)
- E. nagaii (Inoue, 1963)
- E. nageli (Skala, 1929)
- E. naumanni (Mironov & Ratzel, 2012)
- E. necessaria (Vojnits, 1977)
- E. nemoralis (Schaus, 1913)
- E. neomexicana (McDunnough, 1946)
- E. neosatyrata (Inoue, 1979)
- E. nepalata (Schütze, 1961)
- E. nephelata (Staudinger, 1897)
- E. nevadata (Packard, 1871)
- E. nigrataenia (Fletcher D. S., 1978)
- E. nigribasis (Warren, 1902)
- E. nigrilinea (Warren, 1896)
- E. nigrinotata (Swinhoe, 1895)
- E. nigripennis (Warren, 1907)
- E. nigritaria (Staudinger, 1879)
- E. nigrithorax (Warren, 1904)
- E. nigrodiscata (Herbulot, 1987)
- E. nigropolata (Fletcher D. S., 1951)
- E. nimbicolor (Hulst, 1896)
- E. nimbosa (Hulst, 1896)
- E. niphonaria (Leech, 1897)
- E. niphoreas (Meyrick, 1899)
- E. nishizawai (Inoue, 1988)
- E. niticallis (Krüger, 2007)
- E. niveifascia (Hulst, 1898)
- E. niveivena (Prout, 1926)
- E. nobilitata (Staudinger, 1882)
- E. nonferenda (Vojnits, 1981)
- E. nonpurgata (Vojnits, 1979)
- E. nova (Vojnits, 1974)
- E. novata (Dietze, 1903)
- E. noxia (Vojnits, 1979)
- E. nubilaria (Maassen, 1890)
- E. nuceistriga (Bastelberger, 1911)
- E. obliquiplaga (Dyar, 1927)
- E. oblongipennis (Warren, 1902)
- E. obscurata (Warren, 1908)
- E. obtinens (Brandt, 1941)
- E. oculata (Fletcher D. S., 1956)
- E. ochracea (Warren, 1888)
- E. ochralba (Herbulot, 1983)
- E. ochrata (Fletcher D. S., 1951)
- E. ochridata (Schutze & Pinker, 1968)
- E. ochroriguata (Kruyer, 1939)
- E. ochrosoma (Warren, 1904)
- E. ochrovittata (Christoph, 1914)
- E. oenone (Butler, 1882)
- E. ogilviata (Warren, 1905)
- E. okadai (Inoue, 1958)
- E. olgae (Mironov, 1986)
- E. olivacea (Taylor, 1906)
- E. olivaria (Warren, 1906)
- E. olivocostata (Schaus, 1913)
- E. olympica (Toulechkoff, 1951)
- E. omnigera (Vojnits, 1982)
- E. omniparens (Dietze, 1908)
- E. opistographata (Dietze)
- E. opulenta (Vojnits, 1982)
- E. orana (Dietze, 1913)
- E. orbaria (Swinhoe, 1904)
- E. orichloris (Meyrick, 1899)
- E. ornata (Hulst, 1896)
- E. ornea (Druce, 1893)
- E. oroba (Druce, 1893)
- E. orphnata (Möschler, 1860)
- E. orsetilla (Druce, 1893)
- E. otiosa (Vojnits, 1981)
- E. owenata (McDunnough, 1944)
- E. oxycedrata (Rambur, 1833)
- E. pacifica (Inoue, 1980)
- E. pactia (Druce, 1893)
- E. palmata (Cassino & Swett, 1922)
- E. palpata (Dognin, 1901)
- E. pallidicosta (Warren, 1904)
- E. pallidistriga (Warren, 1906)
- E. pamirica (Viidalepp, 1988)
- E. panda (Druce, 1893)
- E. pantellata (Millière, 1875)
- E. parallaxis (Prout, 1916)
- E. parallelaria (Bohatsch, 1893)
- E. parcirufa (Warren, 1906)
- E. partitecta (Prout, 1931)
- E. paryphata (Bastelberger, 1908)
- E. pauliani (Herbulot, 1957)
- E. paupera (Vojnits, 1982)
- E. pauxillaria (Boisduval, 1840)
- E. peckorum (Heitzman & Enns, 1977)
- E. pediba (Vojnits, 1981)
- E. peguensis (Prout, 1958)
- E. pekingiana (Vojnits, 1973)
- E. pengata (Schütze, 1961)
- E. penicilla (Dognin, 1901)
- E. penumbrata (Pearsall, 1912)
- E. perciliata (Warren, 1901)
- E. perculsaria (Swinhoe, 1904)
- E. peregrina (Warren, 1904)
- E. perendina (Vojnits, 1980)
- E. perfica (Schaus, 1929)
- E. perfusca (Hulst, 1898)
- E. perfuscata (Vojnits, 1975)
- E. perigrapta (Janse, 1933)
- E. pernotata (Guenée, 1857)
- E. perolivata (Warren, 1906)
- E. perpaupera (Inoue, 1965)
- E. perryvriesi (Herbulot, 1971)
- E. persimulata (McDunnough, 1938)
- E. personata (Fletcher D. S., 1951)
- E. pertacta (Dyar, 1918)
- E. pertusata (McDunnough, 1938)
- E. petersenaria (Wnukowsky, 1929)
- E. peterseni (Wagner, 1914)
- E. petersi (Fletcher D. S., 1956)
- E. pettyi (Prout L.B., 1935)
- E. pettyioides (Krüger, 2000)
- E. pfeifferata (Schütze, 1960)
- E. pfeifferi (Wehrli, 1929)
- E. phaeocausta (Meyrick, 1899)
- E. phaiosata (Fletcher D. S., 1978)
- E. philippis (Herbulot, 1987)
- E. phoebe (Herbulot, 1987)
- E. phyllisae (Rindge, 1963)
- E. physocleora (Prout, 1922)
- E. piccata (Pearsall, 1910)
- E. pictimargo (Warren, 1906)
- E. picturata (Warren, 1902)
- E. pieria (Druce, 1893)
- E. pilosa (Warren, 1897)
- E. pinata (Cassino, 1927)
- E. pippa (Prout, 1916)
- E. placens (Schaus, 1913)
- E. placidata (Taylor, 1908)
- E. planipennis (Warren, 1906)
- E. platymesa (Dyar, 1918)
- E. pliniata (Staudinger)
- E. plumasata (McDunnough, 1946)
- E. pluripunctaria (Turati, 1934)
- E. poecilata (Pungeler, 1888)
- E. polylibades (Prout L.B., 1916)
- E. pollens (Vojnits, 1981)
- E. ponderata (Dietze, 1906)
- E. postulata (Vojnits, 1975)
- E. praealta (Wehrli, 1926)
- E. praecipitata (Vojnits, 1979)
- E. praepupillata (Weber, 1927)
- E. praesignata (Bohatsch, 1893)
- E. prasinombra (Meyrick, 1899)
- E. pretansata (Grossbeck, 1908)
- E. pretoriana (Prout L.B., 1922)
- E. probata (Cassino & Swett, 1919)
- E. problematica (Schütze, 1960)
- E. procera (Vojnits, 1982)
- E. producta (Vojnits, 1981)
- E. proflua (Prout L.B., 1932)
- E. profuga (Prout L.B., 1931)
- E. proinsigniata (Inoue, 1987)
- E. propagata (Prout, 1926)
- E. propoxydata (Schütze, 1961)
- E. propria (Vojnits, 1977)
- E. proprivata (Vojnits, 1982)
- E. prostrata (McDunnough, 1938)
- E. proterva (Butler, 1878)
- E. pseudassimilata (Viidalepp & Mironov, 1988)
- E. pseudexheres (Herbulot, 1972)
- E. pseudoabbreviata (Fletcher D. S., 1951)
- E. pseudoicterata (Schütze, 1960)
- E. pseudoplumbeolata (Vojnits, 1973)
- E. pseudosatyrata (Djakonov, 1929)
- E. pseudotsugata (MacKay, 1951)
- E. psiadiata (Townsend, 1952)
- E. ptychospila (Prout L.B., 1937)
- E. pulgata (Dognin, 1899)
- E. pupila (Dognin, 1899)
- E. purpureoviridis (Warren, 1900)
- E. purpurissata (Grossbeck, 1908)
- E. pyreneata (Mabille, 1871)
- E. pyricoetes (Prout, 1958)
- E. quadripunctata (Warren, 1888)
- E. quakerata (Pearsall, 1909)
- E. quercetica (Prout, 1938)
- E. rajata (Guenée, 1858)
- E. raniata (Prout, 1958)
- E. ratoncilla (Dognin, 1899)
- E. rauca (Warren, 1906)
- E. ravocestaliata (Packard, 1896)
- E. rebeli (Bohatsch, 1893)
- E. recens (Dietze, 1904)
- E. recentissima (Vojnits, 1982)
- E. rectilinea (Schaus, 1913)
- E. redingtonia (McDunnough, 1949)
- E. rediviva (Prout L.B., 1917)
- E. regina (Taylor, 1906)
- E. reginamontium (Krüger, 2000)
- E. regulella (Warren, 1907)
- E. regulosa (Warren, 1902)
- E. reisserata (Pinker, 1976)
- E. relativa (Vojnits, 1982)
- E. relaxata (Dietze, 1904)
- E. relictata (Dietze, 1903)
- E. repentina (Vojnits & de Laever, 1978)
- E. repetita (Vojnits, 1981)
- E. resarta (Prout L.B., 1932)
- E. retusa (Krüger, 1939)
- E. rhodopyra (Meyrick, 1899)
- E. rhoisata (Chrétien, 1917)
- E. rhombipennis (Prout, 1911)
- E. richteri (Vardikyan, 1954)
- E. ridiculata (Brandt, 1938)
- E. rigida (Swinhoe, 1892)
- E. rindgei (McDunnough, 1949)
- E. riparia (Herrich-Schäffer, 1851)
- E. rjabovi (Vojnits, 1975)
- E. robertata (Rougemont, 1903)
- E. robiginascens (Prout, 1926)
- E. robusta (Dietze, 1913)
- E. rosai (Pinker, 1962)
- E. roseocinnamomaria (Rothschild, 1914)
- E. rosmarinata (Dardoin & Millière, 1865)
- E. rotundopuncta (Packard, 1871)
- E. rougeoti (Herbulot, 1983)
- E. rubellata (Dietze, 1903)
- E. rubellicincta (Warren, 1904)
- E. rubigata (Snellen, 1874)
- E. rubiginifera (Prout L.B., 1913)
- E. rubridorsata (Hampson, 1895)
- E. rubristigma (Prout L.B., 1932)
- E. rudniki (Vojnits, 1973)
- E. rufa (Schaus, 1913)
- E. rufescens (Butler, 1878)
- E. ruficorpus (Warren, 1897)
- E. rufipalpata (Dognin, 1902)
- E. rufivenata (Warren, 1907)
- E. rusicadaria (Dietze, 1910)
- E. russeliata (Swett, 1908)
- E. russeola (Prout, 1926)
- E. ryukyuensis (Inoue, 1971)
- E. sabulosata (McDunnough, 1944)
- E. sacrimontis (Prout, 1936)
- E. sacrosancta (Vojnits, 1979)
- E. sachalini (Vojnits, 1981)
- E. sagittata (Warren, 1897)
- E. saisanaria (Staudinger, 1882)
- E. salami (Brandt, 1938)
- E. salti (Fletcher D. S., 1951)
- E. santolinata (Mabille, 1871)
- E. saphenes (Prout, 1916)
- E. sardoa (Dietze, 1910)
- E. scabrogata (Pearsall, 1912)
- E. scalptata (Christoph, 1885)
- E. scione (Herbulot, 1987)
- E. sclerata (Vojnits, 1982)
- E. scopariata (Rambur, 1833)
- E. scoriodes (Meyrick, 1879)
- E. scortillata (Dietze, 1903)
- E. scribai (Prout, 1938)
- E. schiefereri (Bohatsch, 1893)
- E. schuetzeata (Pinker, 1961)
- E. schwingenschussi (Zerny, 1934)
- E. sectila (Brandt, 1938)
- E. sectilinea (Herbulot, 1988)
- E. secura (Vojnits, 1979)
- E. seditiosa (Vojnits, 1981)
- E. segregata (Pearsall, 1910)
- E. sellia (Warren, 1906)
- E. sellimima (Dyar, 1927)
- E. semicalva (Vojnits, 1979)
- E. semiflavata (Warren, 1902)
- E. semigraphata (Bruand, 1850)
- E. semilignata (Warren, 1906)
- E. semilotaria (Mab, 1885)
- E. semilugens (dogn, 1906)
- E. seminigra (Warren, 1904)
- E. semipallida (Janse, 1933)
- E. semirufescens (Warren, 1906)
- E. semivacua (Dognin, 1908)
- E. senorita (Mironov, 2003)
- E. separata (Staudinger, 1879)
- E. serenata (Staudinger, 1896)
- E. sergiana (Vardikyan, 1972)
- E. sewardata (Bolte, 1977)
- E. sexpunctata (Dognin, 1902)
- E. sheppardata (McDunnough, 1938)
- E. shikokuensis (Inoue, 1980)
- E. shirleyata (Cassino & Swett, 1922)
- E. siata (Brandt, 1938)
- E. sibylla (Butler, 1882)
- E. sidemii (Vojnits, 1973)
- E. sierrae (Hulst, 1896)
- E. signigera (Butler, 1879)
- E. silenata (Assmann, 1848)
- E. silenicolata (Mabille, 1867)
- E. sincera (Brandt, 1938)
- E. sinicaria (Leech, 1897)
- E. sinuata (McDunnough, 1949)
- E. slossonata (McDunnough, 1949)
- E. sobria (Prout, 1910)
- E. sodalis (Prout L.B., 1937)
- E. sogai (Herbulot, 1970)
- E. somereni (Prout L.B., 1935)
- E. sophia (Butler, 1878)
- E. sorda (Dognin, 1899)
- E. soricella (D.Lucas, 1938)
- E. spadiceata (Zerny, 1933)
- E. spadix (Inoue, 1955)
- E. specialis (E.A.Schultze, 1930)
- E. spermophaga (Dyar, 1917)
- E. sperryi (McDunnough, 1949)
- E. spilocyma (Prout, 1931)
- E. spilosata (Walker, 1863)
- E. spissilineata (Metzner, 1846)
- E. sporobola (Herbulot, 1988)
- E. spurcata (Warren, 1904)
- E. stagira (Herbulot, 1987)
- E. stataria (Inoue, 1988)
- E. staudingeri (Bohatsch, 1893)
- E. staurophragma (Meyrick, 1899)
- E. steeleae (Fletcher D. S., 1951)
- E. stellata (Hulst, 1896)
- E. stertzi (Rebel, 1911)
- E. sticticata (Warren, 1907)
- E. stigmaticata (Christoph, 1885)
- E. stigmatophora (Dognin, 1914)
- E. stomachosa (Vojnits, 1980)
- E. strattonata (Packard, 1873)
- E. streptozona (Prout, 1932)
- E. strigatissima (Turati, 1927)
- E. studiosa (Vojnits, 1979)
- E. stypheliae (Swezey, 1948)
- E. subalba (Warren, 1906)
- E. subanis (Dyar, 1918)
- E. subapicata (Guenée, 1858)
- E. subbreviata (Staudinger, 1897)
- E. subbrunneata (Dietze, 1904)
- E. subcanipars (Prout L.B., 1917)
- E. subcolorata (Hulst, 1896)
- E. subconclusaria (Prout L.B., 1917)
- E. subdeverrata (Vojnits, 1975)
- E. subexiguata (Vojnits, 1974)
- E. subextremata (Schütze)
- E. subfenestrata (Staudinger, 1892)
- E. subflavolineata (D.Lucas, 1938)
- E. subfumosa (Inoue, 1965)
- E. subinduta (Prout, 1923)
- E. subita (Vojnits, 1979)
- E. sublata (Vojnits, 1994)
- E. submelonochroa (Vojnits, 1973)
- E. submiranda (Warren, 1906)
- E. subnotata (Hübner)
- E. suboxydata (Staudinger, 1897)
- E. subpulchrata (Alphéraky, 1883)
- E. subregulosa (Wiltshire, 1990)
- E. subrobusta (Inoue, 1988)
- E. subrubescens (Warren, 1888)
- E. subscriptaria (Prout L.B., 1917)
- E. subsequaria (Herrich-Schäffer, 1852)
- E. subtacincta (Hampson, 1895)
- E. subtilialis (Schaus, 1913)
- E. subtilis (Dietze, 1910)
- E. subvaticina (Vojnits, 1982)
- E. subvirens (Dietze, 1875)
- E. subvulgata (Vojnits, 1982)
- E. succernata (Möschler, 1886)
- E. sucidata (Möschler, 1886)
- E. summissa (Schaus, 1913)
- E. supercastigata (Inoue, 1958)
- E. supersophia (Inoue, 1987)
- E. supporta (Dyar, 1918)
- E. suspiciosata (Dietze, 1875)
- E. sutiliata (Christoph, 1876)
- E. swettii (Grossbeck, 1907)
- E. sylpharia (Warren, 1902)
- E. syriacata (Staudinger, 1879)
- E. szelenyica (Vojnits, 1974)
- E. tabacata (Fletcher D. S., 1951)
- E. tabestana (Mironov & Ratzel, 2012)
- E. tabidaria (Inoue, 1955)
- E. taiwana (Wileman & South, 1917)
- E. takao (Inoue, 1955)
- E. tantilloides (Inoue, 1958)
- E. taracapa (Rindge, 1987)
- E. tarensis (Schwingenschuss, 1939)
- E. tarfata (D.Lucas, 1907)
- E. tenebricosa (Schaus, 1913)
- E. tenellata (Dietze, 1908)
- E. tenera (Schaus, 1913)
- E. tenerifensis (Rebel, 1906)
- E. tenuata (Hulst, 1880)
- E. tenuiscripta (Warren, 1907)
- E. tenuisquama (Warren, 1896)
- E. terminata (Taylor, 1906)
- E. terrenata (Dietze, 1904)
- E. terrestrata (McDunnough, 1944)
- E. tesserata (Brandt, 1938)
- E. tetraglena (Prout L.B., 1932)
- E. thalictrata (Pungeler, 1902)
- E. theobromina (Herbulot, 1954)
- E. thermosaria (Hampson, 1903)
- E. thessa (Prout L.B., 1935)
- E. thiacourti (Herbulot, 1987)
- E. thomasina (Prout L.B., 1927)
- E. thurnerata (Schutze, 1958)
- E. tornolopha (Turner, 1942)
- E. toshimai (Inoue, 1980)
- E. trampa (Dognin, 1899)
- E. tranquilla (Herbulot, 1988)
- E. transacta (Vojnits, 1982)
- E. transcanadata (MacKay, 1951)
- E. tremula (Schaus, 1913)
- E. triangulifera (Warren, 1904)
- E. tribunaria (Herrich-Schäffer, 1852)
- E. tricolorata (Cassino, 1927)
- E. tricornuta (Inoue, 1980)
- E. tricrossa (Prout, 1926)
- E. tricuspis (Prout L.B., 1932)
- E. trigenuata (Warren, 1904)
- E. tripolitaniata (Schütze, 1959)
- E. trita (Turati, 1926)
- E. tritaria (Walker, 1863)
- E. truncatipennis (Warren, 1897)
- E. tshimganica (Viidalepp, 1988)
- E. tsushimensis (Inoue, 1980)
- E. turbanta (Dognin, 1899)
- E. turkmena (Mironov, 1989)
- E. turpicula (Schaus, 1913)
- E. turpis (Vojnits, 1981)
- E. uinta (Rindge, 1956)
- E. ultimaria (Boisduval, 1840)
- E. undata (Freyer, 1840)
- E. undiculata (Prout L.B., 1932)
- E. undulataria (Turati, 1934)
- E. undulifera (Schwingenschuss, 1939)
- E. unedonata (Mabille, 1868)
- E. unicolor (Hulst, 1896)
- E. uniformis (Sohn-Rethel, 1929)
- E. unitaeniata (Warren, 1906)
- E. unitaria (Herrich-Schäffer, 1852)
- E. urbanata (Fletcher D. S., 1956)
- E. usbeca (Viidalepp, 1992)
- E. usta (Butler, 1882)
- E. ustata (Moore, 1888)
- E. usurpata (Pearsall, 1909)
- E. uvaria (Warren, 1906)
- E. vacuata (Dietze, 1903)
- E. valeria (Schaus, 1913)
- E. vana (Vojnits, 1979)
- E. variostrigata (Alphéraky, 1876)
- E. vasta (Vojnits, 1979)
- E. vaticina (Vojnits, 1982)
- E. veleta (Dognin, 1899)
- E. velutipennis (Herbulot, 1986)
- E. venedictoffae (Herbulot, 1987)
- E. venulata (Warren, 1907)
- E. veratraria (Herrich-Schäffer, 1848)
- E. verecunda (Vojnits, 1980)
- E. vermiculata (Snellen, 1874)
- E. versiplaga (Warren, 1905)
- E. vesiculata (Herbulot, 1954)
- E. vetula (Mironov & Ratzel, 2008)
- E. vicksburgi (Rindge, 1985)
- E. viduata (Warren, 1907)
- E. viidaleppi (Vojnits, 1981)
- E. vilis (Schaus, 1913)
- E. vinaceata (Fletcher D. S., 1956)
- E. vinsullata (MacKay, 1951)
- E. violacea (Vojnits, 1981)
- E. violetta (Warren, 1906)
- E. viperea (Schaus, 1913)
- E. virescens (Warren, 1900)
- E. vitreotata (Cassino, 1927)
- E. vivida (Vojnits & De Laever, 1978)
- E. wardi (Prout, 1958)
- E. wehrlii (Wagner, 1931)
- E. weigti (Mironov & Ratzel, 2012)
- E. weissi (Prout, 1938)
- E. westonaria (Warren, 1906)
- E. wettsteini (Vojnits, 1974)
- E. wilemani (Prout, 1931)
- E. wittmeri (Wiltshire, 1980)
- E. woodgatata (Cassino & Swett, 1923)
- E. xanthomixta (Vojnits, 1988)
- E. xylopsis (Herbulot, 1954)
- E. yakushimensis (Inoue, 1980)
- E. yangana (Dognin, 1899)
- E. yasudai (Inoue, 1987)
- E. yazakii (Inoue, 1988)
- E. yoshimoto (Inoue, 1988)
- E. yunnani (Vojnits, 1976)
- E. zebrata (Wolff, 1929)
- E. zelmira (Cassino & Swett, 1920)
- E. zingiberiata (Fletcher D. S., 1956)
- E. zombensis (Herbulot, 1990)
- E. zygadaeniata (Packard, 1876)